# Ga Hoàng Mai
Ga Hoàng Mai là một nhà ga xe lửa tại xã Quỳnh Vinh, thị xã Hoàng Mai, tỉnh Nghệ An. Nhà ga là một điểm trên tuyến đường sắt Bắc Nam tiếp nối sau ga Trường Lâm (tỉnh Thanh Hoá) và trước ga Cầu Giát. Lý trình ga: Km 245 + 440.